# Druga crnogorska fudbalska liga 2018-2019
La Druga crnogorska fudbalska liga 2018-2019 (seconda lega calcistica montenegrina 2018-2019), conosciuta semplicemente anche come 2.CFL 2018-2019, è stata la 13ª edizione di questa competizione, la seconda divisione del campionato montenegrino di calcio.

## Stagione

### Avvenimenti
Al campionato sono iscritte 10 squadre (questa è la prima edizione con questo format). Nella edizione precedente sono state promosse Mornar e Lovćen, retrocesse Ibar, Cetinje e Čelik Nikšić.

Sono state sostituite dal Dečić, Kom (retrocesse dalla 1.CFL 2017-2018) e Arsenal Tivat (promossa dalla 3.CFL 2017-2018 dopo gli spareggi fra le vincitrici dei gironi, Brskovo e Bratstvo sono le squadre escluse).

### Formula
In stagione le squadre partecipanti sono 10: 2 che sono retrocesse dalla 1.CFL, 7 che hanno mantenuto la categoria e 1 promossa dalla 3.CFL.
Le 10 squadre disputano un doppio girone andata-ritorno per un totale di 36 giornate; al termine di queste:
- La prima classificata viene promossa in 1.CFL 2019-2020
- Seconda e terza classificata vanno agli spareggi contro ottava e nona di 1.CFL 2018-2019
- Le ultime due classificate vengono retrocesse in 3.CFL 2019-2020

## Squadre
| Club                | Città        | Stadio                    | Posizione 2017-2018                    |
| ------------------- | ------------ | ------------------------- | -------------------------------------- |
| Kom                 | Podgorica    | Stadion Zlatica           | 8º in 1. CFL                           |
| Dečić               | Tuzi         | Stadion Tuško Polje       | 10º in 1. CFL                          |
| Mladost Lješkopolje | Podgorica    | DG Arena                  | 2º in 2. CFL                           |
| Bokelj              | Cattaro      | Stadion pod Vrmcem        | 4º in 2. CFL                           |
| Otrant-Olympic      | Dulcigno     | Olimpijski stadion Ulcinj | 5º in 2. CFL                           |
| Berane              | Berane       | Gradski stadion           | 6º in 2. CFL                           |
| Jedinstvo           | Bijelo Polje | Gradski stadion Nikoljac  | 7º in 2. CFL                           |
| Igalo               | Castelnuovo  | Stadion Solila            | 8º in 2. CFL                           |
| Jezero              | Plav         | Stadion pod Racinom       | 9º in 2. CFL                           |
| Arsenal Tivat       | Teodo        | Stadion u Parku           | 1º in 3. CFL Centro, 1º negli spareggi |

## Classifica
|  | Pos. | Squadra                | Pt | G  | V  | N  | P  | GF | GS | DR  |
|  | ---- | ---------------------- | -- | -- | -- | -- | -- | -- | -- | --- |
|  | 1.   | Mladost Lješkopolje    | 67 | 36 | 20 | 7  | 9  | 59 | 34 | +25 |
|  | 2.   | Kom                    | 60 | 36 | 17 | 9  | 10 | 40 | 30 | +10 |
|  | 3.   | Bokelj                 | 58 | 36 | 16 | 10 | 10 | 51 | 25 | +26 |
|  | 4.   | Otrant-Olympic         | 51 | 36 | 14 | 9  | 13 | 40 | 39 | +1  |
|  | 5.   | Arsenal Tivat          | 49 | 36 | 13 | 10 | 13 | 34 | 29 | +5  |
|  | 6.   | Jedinstvo Bijelo Polje | 48 | 36 | 11 | 15 | 10 | 26 | 25 | +1  |
|  | 7.   | Jezero                 | 48 | 36 | 13 | 9  | 14 | 32 | 43 | –11 |
|  | 8.   | Dečić (−3)             | 46 | 36 | 13 | 10 | 13 | 40 | 39 | +1  |
|  | 9.   | Igalo                  | 43 | 36 | 11 | 10 | 15 | 28 | 34 | −6  |
|  | 10.  | Berane (−3)            | 18 | 36 | 6  | 3  | 27 | 26 | 78 | −52 |

Legenda:
      Promosso in 1.CFL 2019-2020.
  Partecipa agli spareggi-promozione.
      Retrocesso in 3.CFL.
Regolamento:
Tre punti a vittoria, uno a pareggio, zero a sconfitta.

## Risultati
|           | Ars  | Ber  | Bok  | Deč  | Iga  | Jed  | Jez  | Kom  | Mla  | Otr  |
| --------- | ---- | ---- | ---- | ---- | ---- | ---- | ---- | ---- | ---- | ---- |
| Arsenal   | –––– | 2-0  | 1-0  | 1-1  | 0-0  | 0-0  | 2-1  | 1-0  | 0-1  | 1-3  |
| Arsenal   | –––– | 2-1  | 2-2  | 5-0  | 1-0  | 2-1  | 2-0  | 0-0  | 0-1  | 0-1  |
| Berane    | 0-2  | –––– | 0-6  | 0-4  | 0-2  | 0-1  | 1-2  | 0-1  | 0-0  | 0-2  |
| Berane    | 0-1  | –––– | 2-1  | 1-3  | 1-3  | 1-0  | 1-0  | 0-4  | 0-2  | 0-1  |
| Bokelj    | 0-0  | 6-0  | –––– | 3-0  | 1-0  | 1-0  | 3-0  | 1-2  | 4-2  | 1-3  |
| Bokelj    | 1-0  | 1-1  | –––– | 0-0  | 1-0  | 3-0  | 0-0  | 2-0  | 2-0  | 3-1  |
| Dečić     | 0-0  | 6-1  | 1-0  | –––– | 0-2  | 0-0  | 4-1  | 0-0  | 2-0  | 4-1  |
| Dečić     | 1-0  | 0-3  | 1-0  | –––– | 1-1  | 4-1  | 0-3  | 1-2  | 1-2  | 1-0  |
| Igalo     | 1-0  | 1-2  | 2-1  | 0-0  | –––– | 1-0  | 2-0  | 0-0  | 0-1  | 2-1  |
| Igalo     | 3-2  | 1-1  | 0-1  | 0-0  | –––– | 0-0  | 0-1  | 2-0  | 2-1  | 0-2  |
| Jedinstvo | 1-1  | 2-0  | 0-0  | 2-1  | 1-1  | –––– | 3-2  | 0-0  | 0-2  | 0-0  |
| Jedinstvo | 2-0  | 2-1  | 1-0  | 3-0  | 0-0  | –––– | 0-1  | 0-1  | 1-0  | 2-0  |
| Jezero    | 0-2  | 2-0  | 1-1  | 2-1  | 0-0  | 0-0  | –––– | 2-1  | 0-0  | 1-2  |
| Jezero    | 1-0  | 3-1  | 1-0  | 0-0  | 1-0  | 0-0  | –––– | 1-1  | 1-4  | 1-0  |
| Kom       | 3-2  | 1-0  | 0-2  | 1-0  | 1-0  | 1-0  | 0-0  | –––– | 2-0  | 2-2  |
| Kom       | 1-0  | 2-1  | 2-1  | 2-0  | 2-0  | 0-0  | 4-0  | –––– | 1-2  | 0-2  |
| Mladost   | 2-0  | 2-1  | 0-0  | 1-0  | 3-1  | 0-0  | 4-0  | 3-2  | –––– | 2-1  |
| Mladost   | 1-2  | 4-0  | 2-2  | 0-1  | 4-1  | 2-2  | 3-1  | 1-1  | –––– | 1-2  |
| Otrant    | 0-0  | 5-3  | 0-0  | 1-2  | 1-0  | 0-0  | 1-1  | 2-1  | 0-1  | –––– |
| Otrant    | 0-0  | 1-3  | 0-1  | 0-0  | 3-0  | 0-1  | 1-0  | 0-0  | 1-5  | –––– |

## Spareggi
Penultima e terzultima della prima divisione sfidano seconda e terza della seconda divisione per due posti in Prva crnogorska fudbalska liga 2019-2020. Il Kom conquista la promozione.